# Danmarksserien 2022
La Danmarksserien 2022 è la 31ª edizione del campionato di football a 9, organizzato dalla DAFF.
I Midwest Musketeers si sono ritirati a calendario emesso, perdendo quindi tutti gli incontri 50-0 a tavolino.

## Squadre partecipanti
| Club                                | Città      | Stadio | Sponsor ufficiale | Risultato nella stagione 2021 |
| ----------------------------------- | ---------- | ------ | ----------------- | ----------------------------- |
| Avedøre Monarchs                    | Hvidovre   |        |                   |                               |
| Esbjerg Hurricanes                  | Esbjerg    |        |                   |                               |
| Herning Hawks                       | Herning    |        |                   |                               |
| Midwest Musketeers                  | Viborg     |        |                   |                               |
| Næstved Vikings                     | Næstved    |        |                   |                               |
| Randers Rednex                      | Randers    |        |                   |                               |
| Slagelse Wolfpack/ Amager Demons II | Slagelse   |        |                   |                               |
| Sønderborg Steelers                 | Sønderborg |        |                   |                               |
| Triangle Razorbacks II              | Vejle      |        |                   |                               |

## Stagione regolare

### Calendario

#### 1ª giornata
| Sønderborg 24 aprile 2022, ore 14:00 | Sønderborg Steelers | 50 – 0 (a tavolino) referto | Slagelse Wolfpack/ Amager Demons II | Sønderparken |

| Skive 24 aprile 2022, ore 14:00 | Midwest Musketeers | 0 – 50 (a tavolino) referto | Herning Hawks | Resen Skole |

#### 2ª giornata
| Esbjerg 30 aprile 2022, ore 14:00 | Esbjerg Hurricanes | 14 – 50 referto | Triangle Razorbacks II | Skibhøj Idrætsanlæg |

| Skive 1º maggio 2022, ore 14:00 | Midwest Musketeers | 0 – 50 (a tavolino) referto | Sønderborg Steelers | Resen Skole |

#### 3ª giornata
| Vejle 7 maggio 2022, ore 14:00 | Triangle Razorbacks II | 50 – 0 referto | Herning Hawks | Kirkebakkehallen |

| Esbjerg 8 maggio 2022, ore 14:00 | Esbjerg Hurricanes | 38 – 0 referto | Randers Rednex | Skibhøj Idrætsanlæg |

#### 4ª giornata
| Herning 14 maggio 2022, ore 14:00 | Herning Hawks | 50 – 0 (a tavolino) referto | Midwest Musketeers | Herning Atletikstadion |

#### 5ª giornata
| Slagelse 21 maggio 2022, ore 14:00 | Slagelse Wolfpack /Amager Demons II | 0 – 50 (a tavolino) referto | Avedøre Monarchs | Nordhallen |

#### 6ª giornata
| Sønderborg 28 maggio 2022, ore 14:00 | Sønderborg Steelers | 6 – 28 referto | Esbjerg Hurricanes | Sønderparken |

| Næstved 29 maggio 2022, ore 14:00 | Næstved Vikings | 54 – 0 referto | Avedøre Monarchs | SJSI Vikings |

#### 7ª giornata
| Randers 4 giugno 2022, ore 14:00 | Randers Rednex | 18 – 8 referto | Herning Hawks | Thunder Field |

| Vejle 5 giugno 2022, ore 14:00 | Triangle Razorbacks II | 56 – 40 referto | Esbjerg Hurricanes | Vejle Atletikstadion |

#### 8ª giornata
| Randers 11 giugno 2022, ore 14:00 | Randers Rednex | 0 – 54 referto | Næstved Vikings | Thunder Field |

| Hvidovre 11 giugno 2022, ore 14:00 | Avedøre Monarchs | 50 – 0 (a tavolino) referto | Slagelse Wolfpack/ Amager Demons II | Hvidovre Gymnasium |

| Vejle 11 giugno 2022, ore 14:00 | Triangle Razorbacks II | 50 – 18 referto | Sønderborg Steelers | Vejle Atletikstadion |

#### 9ª giornata
| Skive 18 giugno 2022, ore 14:00 | Midwest Musketeers | 0 – 50 (a tavolino) referto | Randers Rednex | Resen Skole |

| Næstved 19 giugno 2022, ore 14:00 | Næstved Vikings | 50 – 0 (a tavolino) referto | Slagelse Wolfpack/ Amager Demons II | SJSI Vikings |

#### 10ª giornata
| Herning 13 agosto 2022, ore 14:00 | Herning Hawks | 8 – 60 referto | Avedøre Monarchs | Herning Atletikstadion |

| Sønderborg 13 agosto 2022, ore 14:00 | Sønderborg Steelers | 16 – 36 referto | Triangle Razorbacks II | Sønderparken |

#### 11ª giornata
| Randers 20 agosto 2022, ore 14:00 | Randers Rednex | 50 – 0 (a tavolino) referto | Midwest Musketeers | Thunder Field |

| Slagelse 21 agosto 2022, ore 14:00 | Slagelse Wolfpack /Amager Demons II | 0 – 50 (a tavolino) referto | Næstved Vikings | Nordhallen |

#### 12ª giornata
| Esbjerg 27 agosto 2022, ore 14:00 | Esbjerg Hurricanes | 58 – 8 referto | Sønderborg Steelers | Skibhøj Idrætsanlæg |

| Næstved 27 agosto 2022, ore 14:00 | Næstved Vikings | 56 – 6 referto | Triangle Razorbacks II | SJSI Vikings |

#### 13ª giornata
| Slagelse 3 settembre 2022, ore 14:00 | Slagelse Wolfpack /Amager Demons II | 0 – 50 referto | Esbjerg Hurricanes | Nordhallen |

| Hvidovre 3 settembre 2022, ore 14:00 | Avedøre Monarchs | 60 – 8 referto | Næstved Vikings | Hvidovre Gymnasium |

| Hvidovre 4 settembre 2022, ore 14:00 | Avedøre Monarchs | 50 – 0 (a tavolino) referto | Midwest Musketeers | Hvidovre Gymnasium |

| Herning 4 settembre 2022, ore 14:00 | Herning Hawks | 10 – 50 referto | Randers Rednex | Herning Atletikstadion |

### Classifica
La classifica della regular season è  la seguente:
- PCT = percentuale di vittorie, G = partite giocate, V = partite vinte,  P = partite perse, PF = punti fatti, PS = punti subiti

| Pos. | Squadra                             | PCT  | G | V | N | P | PF  | PS  |
| ---- | ----------------------------------- | ---- | - | - | - | - | --- | --- |
| 1    | Næstved Vikings                     | .833 | 6 | 5 | 0 | 1 | 272 | 66  |
| 2    | Triangle Razorbacks II              | .833 | 6 | 5 | 0 | 1 | 248 | 144 |
| 3    | Avedøre Monarchs                    | .833 | 6 | 5 | 0 | 1 | 270 | 70  |
| 4    | Esbjerg Hurricanes                  | .667 | 6 | 4 | 0 | 2 | 228 | 120 |
| 5    | Randers Rednex                      | .667 | 6 | 4 | 0 | 2 | 168 | 110 |
| 6    | Sønderborg Steelers                 | .333 | 6 | 2 | 0 | 4 | 148 | 172 |
| 7    | Herning Hawks                       | .333 | 6 | 2 | 0 | 4 | 126 | 178 |
| -    | Midwest Musketeers                  | .000 | 6 | 0 | 0 | 6 | 0   | 300 |
| -    | Slagelse Wolfpack/ Amager Demons II | .000 | 6 | 0 | 0 | 6 | 0   | 300 |

## Playoff

### Tabellone
|  | Semifinali | Semifinali             | Semifinali |                    |    | XXX Elming Bowl  | XXX Elming Bowl | XXX Elming Bowl |  |
|  |            |                        |            |                    |    |                  |                 |                 |  |
|  | 2          | Triangle Razorbacks II | 20         |                    |    |                  |                 |                 |  |
|  | 2          | Triangle Razorbacks II | 20         |                    |    |                  |                 |                 |  |
|  | 3          | Avedøre Monarchs       | 72         |                    |    |                  |                 |                 |  |
|  | 3          | Avedøre Monarchs       | 72         |                    | 3  | Avedøre Monarchs | 48              |                 |  |
|  |            |                        |            |                    | 3  | Avedøre Monarchs | 48              |                 |  |
|  |            |                        | 4          | Esbjerg Hurricanes | 46 |                  |                 |                 |  |
|  | 1          | Næstved Vikings        | 4          | Esbjerg Hurricanes | 46 | 38               |                 |                 |  |
|  | 1          | Næstved Vikings        |            |                    |    |                  |                 |                 |  |
|  | 4          | Esbjerg Hurricanes     | 74         |                    |    |                  |                 |                 |  |

### Semifinali
| Næstved 11 settembre 2022, ore 14:00 | Næstved Vikings | 38 – 74 referto | Esbjerg Hurricanes | SJSI Vikings |

| Vejle 11 settembre 2022, ore 14:00 | Triangle Razorbacks II | 20 – 72 referto | Avedøre Monarchs | Kirkebakkehallen |

### XXX Elming Bowl
| Hvidovre 25 settembre 2022, ore 14:00 | Avedøre Monarchs | 48 – 46 referto | Esbjerg Hurricanes | Hvidovre Gymnasium |

## Verdetti
- Avedøre Monarchs Vincitori dell'Elming Bowl 2022